# Пінськ (станція)
Пі́нськ (біл. Пі́нск, рос. Пи́нск, пол. Pińsk, лит. Pinskas) — залізнична станція Берестейського відділення Білоруської залізниці на неелектрифікованій лінії Лунинець — Жабинка в місті Пінськ Берестейської області.

## Історія
Друга половина XIX століття була ознаменована бурхливим розвитком залізничного будівництва. 1 липня 1882 року в Пінську в урочистій обстановці відбулася закладка вокзалу залізничної станції. На неї спеціально приїхав начальник переміщення військ на всіх залізничних станціях імперії генерал-лейтенант Генерального штабу Анненков. Він прийняв парад розквартированої в Пінську 4-ї роти 39-го резервного батальйону. Відправився молебень в присутності всіх представників військового і цивільного відомств.
3 квітня 1882 року, коли Олександр III схвалив пропозицію військового міністерства про будівництво залізниці Жабинка — Пінськ протяжністю 138 верст. Важливе значення для прийняття цього рішення мала і висловлена ще у 1873 році фраза Міністра шляхів сполучення. Наголошуючи на необхідності будівництва залізниці до Пінська, він вказав на недоскональность водних шляхів: «Прип'ять представляє досить значні перешкоди для судноплавства звивистістю свого фарватеру і безліччю мілин».
Вокзал Пінськ був побудований швидко, за одне літо. На будівництві залізниці Жабинка — Пінськ вперше були використані залізничні війська — сформовані на той час залізничні батальйони, зведені в бригаду. Швидкості будівництву сприяла рівнинна місцевість і майже повна відсутність штучних споруд.
9 листопада 1882 року на лінії відкрито рух для пасажирських та вантажних потягів. Через два роки, у 1884 році, відкрито залізничний рух на лінії Пінськ — Лунинець. Так Пінськ став великою станцією Поліських залізниць, які сполучили його надійним і безперебійним рухом з різними регіонами Російської імперії. У Пінську розмістилися Головні майстерні Поліських залізниць. Порівняно за короткий термін вони стали не тільки найбільшими підприємствами міста, але з технічної оснащеності, обсягами виробництва і кількістю працівників не мали собі рівних в Білорусі і належали до числа найкращих майстерень Російської імперії.
У 1885 році Головні Пінські майстерні складалися з трьох кам'яних корпусів. Перший — загальною площею 225 саженів². Другий корпус — площею 646 саженів², в якому були розташовані токарні приміщення, кузня, ливарна і деревообробні приміщення. У третьому корпусі розташовувалась вагонозбірочна площею 330 сажнів². Всі будівлі і двері Головних Пінських майстерень були обладнані електрикою. У ливарній, колісній та котельній всі верстати отримували рух від електромоторів за допомогою групової передачі, в котельній і колісній були влаштовані електричні мостові крани. Майстрових і робітників у 1885 році налічувалося 160 осіб, в депо — 76 осіб.
У 1886 році Вільно-Рівненська і Пінська залізниці були перейменовані на Поліські залізниці, які будувалися зі стратегічних міркувань. Поліські залізниці дали потужний імпульс економічному розвитку краю.
Станом на 1908 рік в майстернях працювали 1202 осіб, в депо — 730 осіб. У 1909 році загальна площа будівель майстерень становила вже 4181 сажень². Крім того, на території майстерень знаходилася будівля хімічної лабораторії площею 66 сажнів² для дослідження матеріалів, що надходили на залізницю.
Успіхи пінських залізничних майстрів багато в чому пов'язані з ім'ям енергійного інженера і практика залізничної справи Міхіна Сергія Івановича, якого 17 червня 1893 року було призначено начальником Головних майстерень Поліських залізниць в місті Пінську. Наприкінці 1893 року з ініціативи Міністра шляхів сполучення він був відряджений до Америки для ознайомлення із залізничною практикою, яку він використовував в роботі Пінських залізничних майстерень.
У роки Першої світової війни будівля вокзалу була зруйнована, в 1937 році відновлена. Друга світова війна теж залишила свій слід в історії вокзалу. Будівля вокзалу була вщент зруйнована, що потребувала багато зусиль для його відновлення.
Сучасний вокзал залізничної станції Пінськ введений в експлуатацію у грудні 2008 року. Відкриття відбулося 25 квітня 2009 року в урочистій обстановці в присутності співробітників, керівників різних підприємств, громадян міста Пінська. На фасаді будівлі встановлена меморіальна дошка, яка присвячена залізничникам, які брали участь в революційних повстаннях проти царизму.

## Інфраструктура
Квиткові каси вокзалу обладнані терміналами для можливості оплати проїзних документів банківською карткою. Над вікнами квиткових кас, чергового вокзалу є трафарети, що інформують пасажирів про призначення приміщень і часу їх роботи. У вестибюлі вокзалу встановлено довідковий термінал.
У будівлі вокзалу розташована зала очікування на 120 посадочних місць, кімнати відпочинку, обмінний пункт, лінійний пункт міліції, аптечний кіоск. Будівля обладнана новітньою системою відеоспостереження.
Для візуальної інформації пасажирів встановлені: одне електронне інформаційне табло у вестибюлі вокзалу, два табло на пероні і острівній платформі, чотири інформаційних стенди і два розклади руху потягів, а також покажчики розташування вокзальних приміщень. На території вокзалу є стоянка для велосипедів в кількості 14 штук.
На вокзалі станції Пінськ створені всі умови для зручності пасажирів, в тому числі для пасажирів з порушенням опорно-рухового апарату та інвалідів-візочників. Входи до вокзалу, кімнат відпочинку, камер зберігання, туалетів обладнані пандусами.

## Пасажирське сполучення
Через станцію Пінськ щоденно прямують пасажирські поїзди міжрегіональних ліній та регіональних ліній економ-класу.
| Поїзди міжрегіональних ліній | Поїзди міжрегіональних ліній |
| №                            | Маршрут сполучення           |
| ---------------------------- | ---------------------------- |
| 605/606                      | Вітебськ — Берестя           |
| 635/636                      | Мінськ — Пінськ              |
| 657/658                      | Вітебськ — Берестя           |
| 675/676                      | Гомель — Берестя             |

| Поїзди регіональних ліній економ-класу |
| Маршрут сполучення                     |
| -------------------------------------- |
| Пінськ — Берестя                       |
| Берестя — Лунинець                     |
| Дрогочин — Лунинець                    |
| Кобринь — Лунинець                     |
| Пінськ — Лунинець                      |